# Empati

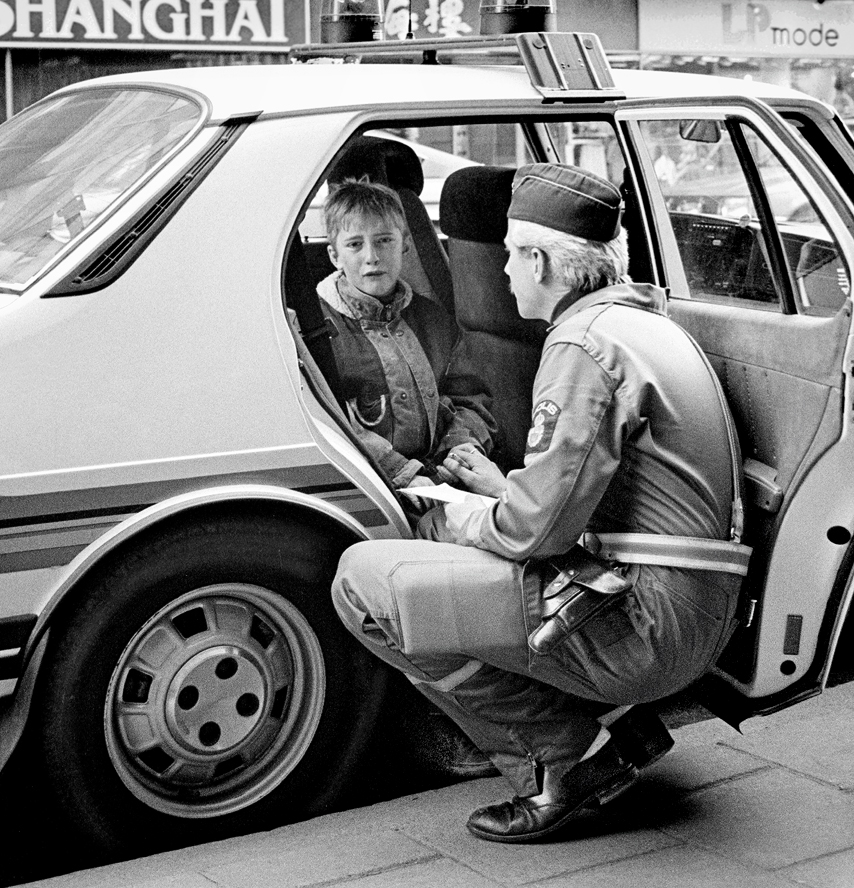
Exempel på empati när en polis tröstar en gråtande pojke.

Empati (sökande till kärlek) betecknar den psykiska förmågan att uppleva och förstå en annan person utifrån ens egen uppfattning om sig själv och sin omgivning. Empatibegreppet är nära besläktat med begreppen inlevelse och medkänsla. Inom empatiforskningen finns en bred konsensus om att empati är ett komplext fenomen som saknar en enkel definition. Empati studeras inom socialpsykologi, kognitionspsykologi och neurovetenskap. Ordet empat används ibland för att beskriva en person som har en stark förmåga att känna och förstå andra människors känslor och perspektiv.

## Delkomponenter i det empatiska systemet

### Affektiv empati
Empati som involverar att det automatiskt väcks en matchande eller instrumentell affekt hos en individ när den observerar en annan kallas för affektiv empati. Ett exempel på matchande affekt är att en individ som observerar en ledsen person blir upplever också ledsamhet. En instrumentell affekt refererar till en komplementär affekt, som exempelvis tröst då den andre observeras vara ledsen. Affektiv empati kallas ibland för emotionell empati.

### Kognitiv empati
Kognitiv empati innebär att kunna identifiera och förstå den andre personens känslor och perspektiv. Förmågan att kunna använda sig av kognitiv empati används för att förstå och besvara en annan person på ett adekvat sätt utifrån det sociala sammanhanget. De allra första tendenserna till kognitiv empati anses först vara då barnet är runt två år gammalt.
Ibland kan kognitivt perspektivtagande vara intakt utan att individen känner med någon annan, som t.ex. i krig.[källa behövs]

### Empatisk precision
Förmågan att korrekt kunna identifiera den andres tillstånd och skilja på om känslan härrör från en själv eller en annan person heter empatisk precision. När en individ felaktigt tolkar en annan person utifrån sitt eget känslomässiga tillstånd kallas det för projektion, det grundar sig i försämrad empatisk precision. Både affektiv empati och kognitiv empati är beroende av empatisk precision.

### Empatisk omtanke
Begreppet empatisk omtanke benämner förmågan att besvara andras känslotillstånd med medkänsla och vänlig intention.

## Yttre faktorers påverkan
Andras välmående kan påverkas av fördomar, åsikter eller värderingar; det kan exempelvis handla om kön, etnicitet eller sexuell läggning. Individer värdesätter andra, vilket påverkar empatin individen kommer att känna gentemot andra:[källa behövs]
- Positivt värde (den andres välmående är viktigt)
- Neutralt värde (den andres välmående är oviktigt)
- Negativt värde (den andres välmående är illabefinnande)

En individs upplevelse av intensiteten på annan persons mående avgör kraften i individens respons. En sådan respons kallas medkänsla.
Graden av empati har visat sig ha samband med hur lik en individ är med en annan (t.ex. utseende, intressen, nationalitet), samt hur nära relation de har. Empati mellan personer som är nära och har mycket gemensamt väcks lättare och i högre frekvens än hos motsatsen. Mekanismen anses vara förknippat med fördomar mot, och ibland avhumanisering av, människor som inte tillhör samma demografiska kategorier som en själv.
Studier[källa behövs] visar att om ett negativt värde placeras på en annan persons välbefinnande, aktiveras belöningscentra i hjärnan när den andre lider. Det är tätt relaterat till känslan av aggression och önskan att hämnas, bestraffa, eller "lära den andre en läxa".

## Empatibegreppets historia
Ordet empati härstammar från gammelgrekiskans ἐμπάθεια (empatheia) och betyder "stark känsla eller passion". Det grekiska adjektiv som har återgetts med "visa medkänsla" betyder ordagrant "lidande tillsammans med".
I början på 1800-talet började ordet användas för att beteckna en spontan förmåga att lida med andra kännande varelser. Begreppet kan spåras till sent tyskt 1800-tal, där Einfühlung användes när man talade om processen som personer försjunker in i när de betraktar ett konstverk. Edith Stein fördjupade sig i begreppet i sin avhandling On the problem of empathy 1912, under handledaren Edmund Husserl. Det var också året då ordet empati introducerades i engelska ordböcker, medan det i Sverige har använts sedan mitten av 50-talet. Forskargemenskapen delades upp i två läger: den ena gruppen använde talade om empati i termer av mystik och något utöver det vanliga; den andra gruppen såg empati som något vardagligt och vanligt förekommande.
Idag anses empati vara en avgörande förmåga för all social kommunikation som kräver att man förstår andras behov, känslor och intentioner. Denna definition grundar sig i empatisk förmåga som att korrekt förstå och känna vad den andre känner. Den som hyser sympati däremot, inkluderar dessutom också att känna för någon och inte bara med någon.

## Empati ur ett utvecklingspsykologiskt perspektiv
De flesta forskare är eniga om att empati är beroende av både arv och miljö. Det innebär att våra gener i samspel med miljöfaktorer leder fram till en viss personlighet.
Det är en traditionell uppfattning att bara människor kan känna empati, men även vissa andra djurarter har tillgång till olika grader av empati. Emotionell smitta anses grunda sig i den evolutionära utformningen av nervsystemet, en enkel mekanism vi delar med många andra djurarter.
Hos människor innebär det att nyfödda barn automatiskt börjar gråta om de hör andra jämnåriga gråta. Det härstammar från att när en individ observerar något hos någon annan, aktiveras en liknande mental representation hos den själv på en neuronal nivå. Så när en individ ser någon som ler så känner den sig oftast gladare; när den ser någon som verkar arg så känner den sig ofta mer arg eller rädd. Nyfödda barn föds predisponerade med förmågan att vara sensitiva och responsiva till andras tillstånd. Det innebär att nyfödda redan 45 minuter efter födsel kan skilja på glada, ledsamma och förvånade ansiktsuttryck.
Förmågan att reglera, inhibera och anpassa den emotionella responsen till sociala sammanhang anses vara beroende av framför allt inlärning. Den emotionella inlärningen sker framför allt i samspelet mellan föräldern och barnet och spelar en avgörande roll för utvecklingen av empati. En förälder som kan spegla barnets känslor skapar upplevelser av meningsfullhet, sammanhang och begriplighet och anses vara relaterat till förmågan att mentalisera. God mentaliseringsförmåga innebär att barnet kan lära sig om och förstå sina egna och andras känslotillstånd.
Under senare tid har forskare i psykologi funnit belägg för att empati är relaterat till aktivering av spegelneuron i hjärnan, och att detta system fungerar från och med ettårsåldern. Dessa spegelneuroner spelar även roll för den mänskliga kommunikationen.
Förmågan till empati är en viktig faktor i bedömandet av en persons emotionella intelligenskvot (EQ).

## Empatiforskning
Några av de mest inflytelserika forskarna under det senaste decenniet har varit:
- Martin Hoffman
- Nancy Eisenberg
- Frans de Waal
- Jean Decety
- Daniel Batson
- Mark Davis

De Waal, Hoffman och Eisenberg's definition av empati fokuserar framför allt på den affektiva/perceptuella komponenten. Batson och Decety fokuserar mer på den kognitiva komponenten. Batson har även undersökt hur empati förhåller sig till altruism. Mark Davis uttryckligen betraktar empati som ett flerdimensionellt fenomen.
Sex svenska forskare har disputerat på ämnet empati:
- Ulla Holm – doktorerat på empati år 1985 och studerat det i patient–läkarrelationer
- Marianne Sonnby-Borgström – doktorerat inom psykologi på avhandlingen Between Ourselves: Automatic mimicry reactions as related to empathic ability and patterns of attachment (2002)
- Jakob Håkansson Eklund – doktorerat inom psykologi på Exploring the phenomenon of empathy (2003)
- Peter Nilsson – doktorerat inom filosofi på Empathy and emotions: On the notion of empathy as emotional sharing (2003)
- Mats Johansson – doktorerat inom filosofi på Empatisk förståelse: Från inlevelse till osjälviskhet (2004)
- Chato Rasoal – doktorerat inom psykologi på Ethnocultural empathy: Measurement, psychometric properties, and differences between students in healthcare educations (2009)

Erik Wallmark och Kousha Safarzadeh, Lunds Universitet, har 2011 genomfört en RCT-studie på ett program som syftar att utveckla empati och altruism genom meditation: The Four Immeasurables Program (FIP)- training empathy and promoting altruism through meditation

## Störningar som påverkar empati

### Personlighetssyndrom
Brist på empati (i bemärkelsen affektiv empati och medkänsla) är ett av kriterierna för psykopatisk personlighet (enligt PCL-R). Det ingår även personlighetssyndromen narcissistiskt personlighetssyndrom och antisocial personlighetssyndrom, som båda är del av "kluster B" i DSM-5. Trots bristande affektiv empati så är den kognitiva empatin i regel väl bevarad. Det öppnar upp för en skicklighet i att manipulera andra och nedsatt förmåga till ånger för sina ageranden.

### Autism
Autismspektrumtillstånd (AST) kan påverka hur empati upplevs och uttrycks. AST påverkar förmågan att uppfatta, tolka och läsa av andra människors känslouttryck, vilket kan innebära en nedsatt kognitiv empati. Däremot har sällan personer med AST en nedsatt affektiv empati. När personer med autismtillståndet som tidigare kallades Aspergers syndrom inser att de sårat någon kan de bli upprörda över att ha betett sig olämpligt och ledsna för den personens skull.

### Övriga störningar
Andra tillstånd som kan påverka den empatiska förmågan är frontallobsdemens eller skador i frontalloberna med andra orsaker.

## Empati i konsten
Den gängse bristen på empati skildras av Marcel Proust i På spaning efter den tid som flytt. Scenen är Paris under Första världskriget: "Så gav Verdurins middagar.... utan att egentligen tänka på att tyskarna - visserligen hejdade av en blodig, ständigt förnyad mur - stod en timmes bilresa från Paris.... De tänkte mycket riktigt på dessa hektakomber av förintade regementen och drunknade sjöfarande, men genom en omvänd process mångdubblas allt som angår vårt välbefinnande och divideras allt som inte angår det med en så svindlande hög siffra att miljoner okändas död nästan förorsakar oss mindre obehag än ett korsdrag."